# 圣皮埃尔贝努维尔
圣皮埃尔贝努维尔（法語：Saint-Pierre-Bénouville，法語發音：[sɛ̃ pjɛʁ benuvil]）是法国滨海塞纳省的一个市镇，属于迪耶普区。

## 地理
圣皮埃尔贝努维尔（49°44'26"N, 0°58'15"E）面积8.39 平方千米，位于法国诺曼底大区滨海塞纳省，该省份为法国北部沿海省份，其西部及北部濒大西洋英吉利海峡，东起顺时针与索姆省、瓦兹省、厄尔省和卡爾瓦多斯省接壤。
与圣皮埃尔贝努维尔接壤的市镇（或旧市镇、城区）包括：瓦勒德萨讷、萨讷河畔欧祖维尔、科地区博瓦尔。

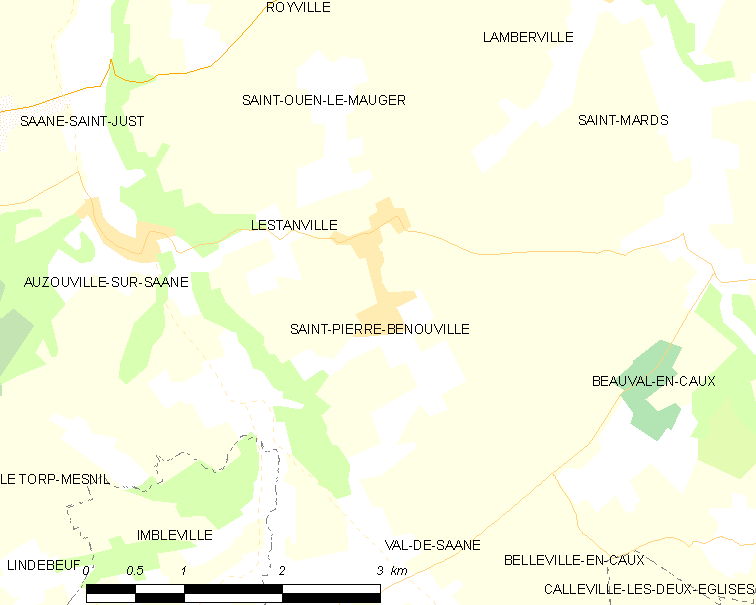
圣皮埃尔贝努维尔的OSM定位图

圣皮埃尔贝努维尔的时区为UTC+01:00、UTC+02:00（夏令时）。

## 行政
圣皮埃尔贝努维尔的邮政编码为76890，INSEE市镇编码为76632。

## 政治
圣皮埃尔贝努维尔所属的省级选区为吕讷赖县。

## 人口

1962-2008年间圣皮埃尔贝努维尔人口变化图示

圣皮埃尔贝努维尔于2022年1月1日时的人口数量为354人。